# Charles Albert Waltner
Pour les articles homonymes, voir Charles Waltner.
Charles Albert Waltner est un graveur aquafortiste français né le 23 mars 1846 à Paris et mort le 15 juin 1925 dans la même ville.
Il est le fils du graveur Charles Jules Waltner (1820-1911).

## Biographie
Charles Albert Waltner, né en 1846 à Paris, est le fils de Charles Jules Waltner.
Il se consacre d'abord à la peinture et fréquente l'atelier de Jean-Léon Gérôme à l'École des beaux-arts de Paris. Il se tourne ensuite vers l'art de la gravure avec Achille-Louis Martinet et Louis-Pierre Henriquel-Dupont.
En 1868, il est lauréat du prix de Rome en gravure en taille-douce.
Après avoir réalisé des pièces de petite taille, il se consacre à la gravure d'interprétation en grande dimension, notamment des œuvres de Rembrandt. Il devient graveur à la Gazette des Beaux-Arts puis à l'Art de 1873 à 1879.
Il est reçu Chevalier de la Légion d'Honneur en 1882, puis Officier en 1899.
Il est membre du jury et expose à la première Exposition internationale de blanc et noir en 1885 au pavillon de Flore, et participe en tant que fondateur à la réouverture de la Société nationale des beaux-arts en 1890.
De 1906 à sa mort en 1925, il est professeur à l'École des Beaux-Arts de Paris en tant que chef d'atelier de gravure à l'eau-forte. En 1908, il est reçu à l'Académie des beaux-arts.

## Œuvre

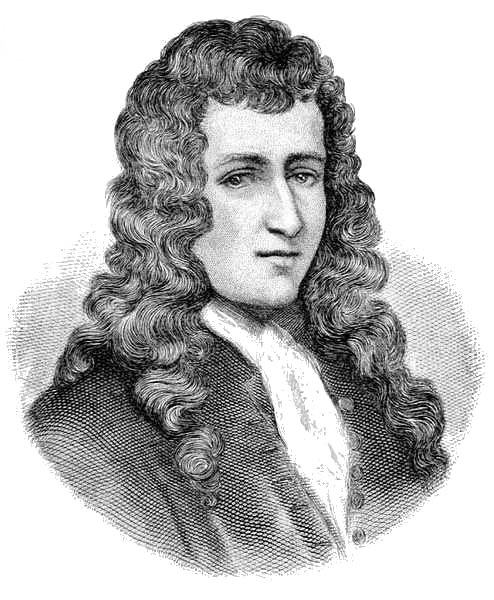
Portrait de R.-R. Cavelier de La Salle, frontispice du vol. II des « Histoire des Canadiens-français, 1608-1880 » de B. Sulte (1882).

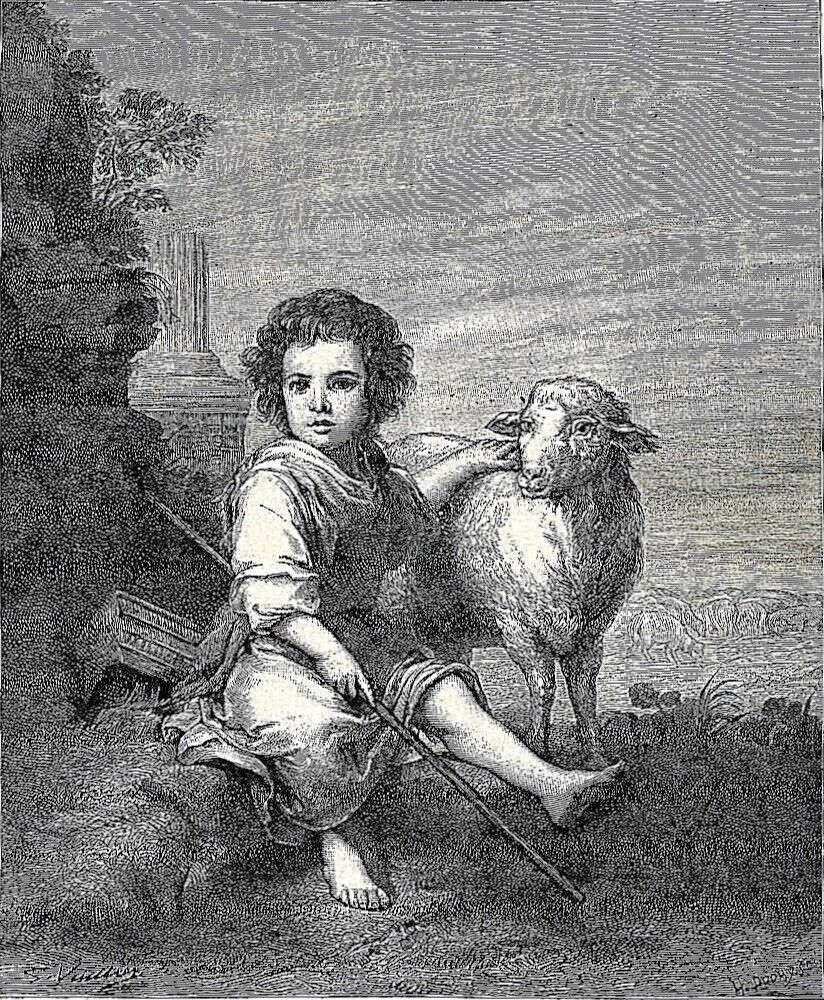
Le divin berger (D'après Bartolomé Esteban Murillo), 1886.

Ceci est une liste non exhaustive des œuvres de l'artiste.
- 1870 : Portrait du baron H. de Vicq (d'après Rubens).
- 1872 : La Vierge et l'Enfant Jésus (d'après Le Corrège).
- 1874 : Portrait d'homme (d'après Rembrandt).
- 1874 : Femmes d'Alger (d'après Delacroix).
- 1875 : Mistress Fitzherbert (d'après Rommey).
- 1875 : Suzanne (d'après Henner).
- 1875 : Dans la rosée (d'après Carolus-Duran).
- 1876 : Portrait de Madame la comtesse de Barck (d'après Régnault).
- 1876 : Alfred de Musset (d'après David d'Angers).
- 1877 : L'infante Marguerite (d'après Velázquez).
- 1878 : Portrait d'homme (d'après Jordaens).
- 1879 : Vaches (d'après Troyon).
- 1880 : The Blue Boy (d'après Gainsborough).
- 1880 : Harmony (d'après Dicksee).
- 1882 : Autoportrait (d'après Rembrandt).
- 1882 : Le Christ devant Pilate (d'après Munkaecsy).
- 1884 : Le doreur (d'après Rembrandt).
- 1885 : An Old Man (d'après Rembrandt).
- 1885 : Lady Mulgrave (d'après Gainsborough).
- 1885 La Ronde de nuit, d'après Rembrandt.
- 1886 : La ronde de nuit (d'après Rembrandt).
- 1890 : Portrait de Rickaert (d'après van Dyck).
- 1891 : L'Angélus (d'après J.-F. Millet).
- 1896 : Portrait de Madame Geoffrin (d'après Roybet).
- 1898 : La lutte de l'ange et de Jacob (d'après G. Moreau).
- 1899 : Une bretonne (d'après Dagnan-Bouveret).
- 1901 : Souvenir de l'Exposition de 1900 (en collaboration avec F. Braquemond).
- 1903 : L'astronome (d'après Roybet).
- 1905 : L'Arioste (d'après Le Titien).
- 1905 : Port de Londres (d'après Monet).
- 1905 : Portrait d'Henri Roujon (d'après Weerts).
- 1911 : Saint-Mathieu (d'après Rembrandt).
- 1913 :
  - Le repos de la sultane (d'après Ziem).
  - Jacob bénissant les fils de Joseph (d'après Rembrandt, épreuve signée mais non datée - coll. priv.)

## Élèves
- Robert Cami (1900-1975)[6]
- Léon Desbuissons
- Charles-Louis Kratké (1848-1921)
- Pauline Laurens (1850-1941), femme aquafortiste qui expose au Salon de Paris entre 1873 et 1884[7]
- Henri Arthur Lefort des Ylouses
- André Maillart (1886-1951)
- Daniel Mordant

### Iconographie
- Jean-Joseph Weerts, Portrait de Charles Albert Waltner dans son atelier, huile sur toile, 45 × 33 cm, Paris, Petit Palais.